# Cortile (film 1955)
Cortile è un film del 1955 diretto da Antonio Petrucci.

## Trama
Roma, immediato secondo dopoguerra. Nando, giovane figlio della borghesia capitolina, finisce in riformatorio per furto. Fuggito, si aggrega ad un gruppo di giovani, impiegati in una piccola stazione di servizio nei quartieri popolari, e li aiuta nel lavoro. Intanto fa amicizia con Luigi, anziano ed erudito suonatore ambulante presso ristoranti di cucina napoletana. Il ragazzo pare ravvedersi ma per la vergogna dei furti passati e anche per timore di essere riportato in riformatorio, Nando evita la madre, disperata perché non ha sue notizie. Quando l'affittacamere presso cui dorme il ragazzo subisce il furto di due candelabri d'argento, viene incolpato Nando, ma con l'aiuto di Luigi riuscirà a dimostrare la sua estraneità al furto e a riconciliarsi con la madre.

## Produzione
Il film si inserisce nel filone del melodramma strappalacrime, allora molto in voga tra il pubblico italiano.
Nel cast recita anche il figlio del regista e futuro doppiatore Giovanni.

## Distribuzione
Il film venne distribuito nel circuito cinematografico italiano il 27 dicembre del 1955.
Venne in seguito distribuito anche in Francia, il 22 marzo del 1959 con il titolo L'Enfant de la rue.